# Alois Nebel (film)
Alois Nebel je český film debutujícího režiséra Tomáše Luňáka z roku 2011, natočený podle stejnojmenného grafického románu scenáristy Jaroslava Rudiše a výtvarníka Jaromíra 99. Pro zachování atmosféry předlohy bylo využito animační techniky rotoskopie. Filmaři nejprve natočili klasické scény s herci, tyto scény byly následně políčko po políčku obkresleny. Titulní roli ztvárnil Miroslav Krobot. Film měl světovou premiéru na festivalu v Benátkách, za Českou republiku byl navržen na Oscara v kategorii Nejlepší cizojazyčný film.
Premiéra na televizních obrazovkách se uskutečnila 31. 8. 2013. Stal se tak prvním filmem, který byl odvysílán na novém kanálu ČT art.

## Financování
Rozpočet filmu činil 80 miliónů korun. V Česku na něj do kina přišlo 120 000 diváků (producent Strnad tvrdí, že čekal maximálně 30 000, ale povedla se kampaň a klip s Václavem Neckářem) a vydělal 10,8 miliónu Kč. Z vydělaných peněz si větší část (necelých šest miliónů) nechala kina, 600 000 distributor, takže pro tvůrce zbylo 4,3 miliónů Kč. Film získal dotaci ze Státního fondu České republiky pro podporu a rozvoj české kinematografie 17 miliónů Kč, přes německého a slovenského koproducenta získal také grant z německého fondu a slovenského ministerstva kultury. Film podpořila i Česká televize. Producent filmu také vyjednával sponzorství s Českými drahami, RWE či Českou spořitelnou, ale jednání nedopadla.

## Obsazení
| Miroslav Krobot   | Alois Nebel           |
| Marie Ludvíková   | Květa                 |
| Leoš Noha         | Wachek                |
| Karel Roden       | Němý                  |
| Alois Švehlík     | starý Wachek          |
| David Švehlík     | starý Wachek za mlada |
| Ondřej Malý       | Olda                  |
| Ján Sedal         | Šokin                 |
| Tereza Voříšková  | Dorothe               |
| Marek Daniel      | psychiatr             |
| Simona Babčáková  | Berta                 |
| Ivan Trojan       | ředitel ČSD           |
| Klára Melíšková   | sestřička             |
| Jan Vondráček     | esenbák               |
| Karel Zima        | esenbák               |
| Thomas Zielinski  | zřízenec              |
| Martin Myšička    | polský kriminalista   |
| Marek Pospíchal   | polský kriminalista   |
| Václav Neužil     | kolportér             |
| Jan Holík         | kérák                 |
| Tobiáš Jirous     | modrák                |
| Lenka Zogatová    | výčepní               |
| Jan Nebeský       | zákazník Berty        |
| Miroslav Maršálek | strojvůdce            |
| Jiří Štrébl       | ruský důstojník       |

## Recenze
- Kamil Fila, Aktuálně.cz, 30. září 2011 [2]
- Antonín Tesař, A2 21/2011, 12. října 2011: s. 11.
- Tereza Spáčilová, iDNES.cz, 16. září 2011 [3]
- Vítek Schmarc, Moviezone.cz, 30. září 2011 [4]
- Alena Prokopová, Alenaprokopova.blogspot.com, 24. září 2011[5]
- František Fuka, FFFilm, 22. září 2011 [6]
- Karolína Černá, Film CZ, 26. září 2011 [7]

## Soundtrack
Hudbu k filmu složili zkušený zvukař Ondřej Ježek a Petr Kružík, kytarista skupiny Jaromíra Švejdíka Priessnitz. Na soundtracku se kromě instrumentálních skladeb doplněných o dialogy z filmu objevily i dvě skladby skupiny Umakart (Jaromír Švejdík, Dušan Neuwerth, Jan P. Muchow, Jiří Hradil, Tomáš Neuwerth) ve kterých jako hosté zazpívali Václav Neckář a Marie Rottrová, dále jedna skladeb skupiny The Bombers s Václavem Koubkem a píseň „Mimosezóna“ od skupiny Priessnitz.
První týden prodeje začal soundtrack jako šesté nejprodávanější album v České republice, mezi dvaceti nejprodávanějšími alby se držel dohromady 20 týdnů.
K vánoční baladě „Půlnoční“ Václava Neckáře doprovázeného Umakartem vzniklo hudební video. V klipu se střídají sekvence z filmu s černobílými záběry, které Neckář se skupinou natočili ve Fantově kavárně na pražském hlavním nádraží. Video se rychle stalo populární na sociálních sítích, výkon Václava Neckáře byl některými kritiky hodnocen jako comeback roku. Skladba získala Anděla v kategorii skladba roku, videoklip pak v kategorii videoklip roku. Skladba byla ve 48. týdnu roku 2011 nejhranější v českých rádiích, mezi 20 nejhranějšími se dohrmady držela 8 týdnů.

### Seznam skladeb
1. „Les“
2. „Nebelův pokoj“
3. „Jízdní řády“
4. „Se neumíte zeptat“
5. „Jeseničák“
6. „Nevím co mám dělat“
7. „Stínohry“ (Marie Rottrová & Umakart)
8. „Holoubci“
9. „Půlnoční“ (Václav Neckář & Umakart)
10. „Brejlovec“
11. „Ruda“ (Václav Koubek, Jaromír 99 & The Bombers)
12. „Vražda“
13. „Němý“
14. „Pomsta“
15. „Mimosezóna“ (Priessnitz)

## Výstava
V pražské galerii Langhans probíhala od 29. září do 13. listopadu 2011 výstava fotografií Dušana Tománka Alois Nebel ve fotografii. Černobílé fotky zachycují atmosféru natáčení filmu.

## Ocenění
Film získal na Cenách české filmové kritiky 2011 cenu za nejlepší původní hudbu. Nominován byl také v kategoriích nejlepší film, nejlepší režie, nejlepší kamera a Miroslav Krobot byl nominován na cenu za nejlepší mužský herecký výkon v hlavní roli.
V rámci cen Český lev 2011 získal cenu za nejlepší hudbu, zvuk a výtvarné řešení. Nominován byl do cen o nejlepší film, režii, kameru, střih a mužský herecký výkon ve vedlejší roli pro Karla Rodena. Získal také cenu pro nejlepší plakát.
Roku 2012 byl oceněn Evropskou filmovou cenou jako nejlepší animovaný film roku.